# Gunnar Lindström

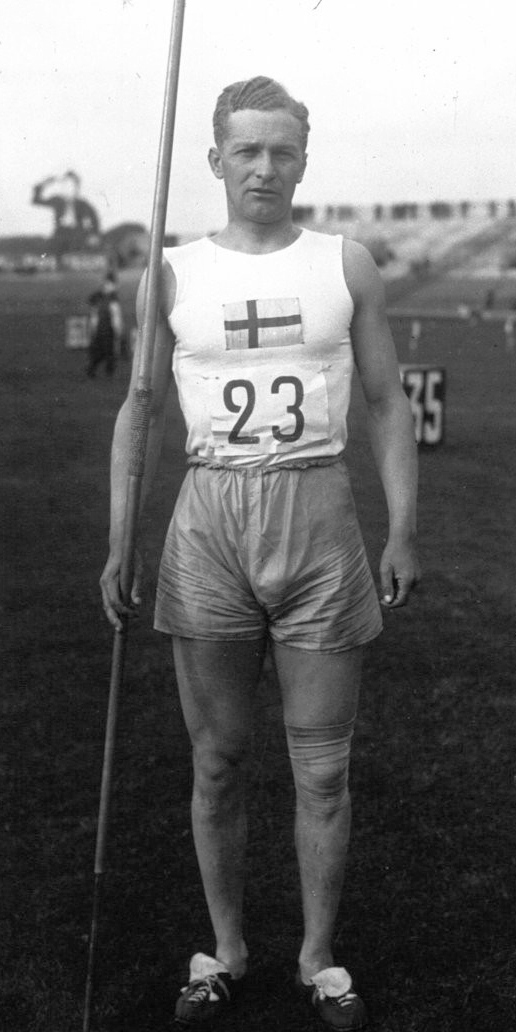
Gunnar Lindström 1926

Nils Gunnar Lindström (* 11. Februar 1896 in Eksjö; † 6. Oktober 1951 ebenda) war ein schwedischer Leichtathlet, der in den 1920er Jahren im Speerwurf erfolgreich war. Der für Malmö AI, ab 1924 für Eksjö GIK startende Athlet gewann sechs Landesmeisterschaften:
- beidarmig:

| Jahr      | 1920   | 1921   | 1924   |
| Weite (m) | 107,25 | 103,31 | 107,21 |

- bester Arm:

| Jahr      | 1924  | 1926  | 1927  |
| Weite (m) | 63,90 | 61,70 | 61,31 |

Er nahm an drei Olympischen Spielen teil und gewann eine Silbermedaille:
- VI. Olympische Sommerspiele 1920 in Antwerpen: Sechster mit 60,52 m (Siegesweite des Finnen Jonni Myyrä: 65,78 m). Im darauffolgenden Jahr (1921) warf er mit 63,98 m persönliche Bestleistung.
- VII. Olympische Sommerspiele 1924 in Paris: SILBER mit 60,92 m hinter Jonni Myyrä (Gold mit 62,96 m) und vor dem Amerikaner Eugene Oberst (Bronze mit 58,35 m). Im gleichen Jahr gelang Lindström mit 63,35 m eine Weltjahresbestleistung.
- VIII. Olympische Sommerspiele 1928 in Amsterdam: Obwohl er mit 67,77 m an zweiter Stelle der Weltjahresbestenliste lag, versagte er in Amsterdam und kam mit 58,69 m nur auf Platz 14 (Siegesweite des Schweden Erik Lundqvist: 66,60 m)